# Campeonato Europeu de Estados Pequenos de Voleibol Masculino
O Campeonato Europeu de Estados Pequenos de Voleibol Masculino é uma competição criada pela CEV em 2000 e reservado para os países europeus de tamanho pequenos (ou micro-estados) ou população muito reduzida, os quais teriam pouca oportunidade de participar de um Campeonato da Europa normal. 
Só 15 países estão aptos, atualmente, de participar do torneio. A competição é realizada a cada dois anos, e o Chipre é o atual e maior campeão da competição.

## Nações participantes
| Código | País             | Federação                                        |
| ------ | ---------------- | ------------------------------------------------ |
| AND    | Andorra          | Federació Andorrana de Voleibol                  |
| CYP    | Chipre           | Cyprus Volleyball Association *                  |
| SCO    | Escócia          | Scottish Volleyball Association                  |
| FER    | Ilhas Faroé      | Flogbóltssamband Føroya                          |
| GIB    | Gibraltar        | Gibraltar Volleyball Association                 |
| GRL    | Groenlândia      | Kalaallit Nunaanni Volleyballertartut Kattuffiat |
| IRL    | Irlanda          | Volleyball Association of Ireland                |
| NIR    | Irlanda do Norte | Northern Ireland Volleyball Association          |
| ISL    | Islândia         | Blaksamband Íslands                              |
| LIE    | Liechtenstein    | Liechtensteiner Volleyball Verband               |
| LUX    | Luxemburgo       | Fédération Luxembourgeoise de Volleyball         |
| MLT    | Malta            | Malta Volleyball Association                     |
| MON    | Mônaco           | Fédération Monegasque de Volleyball              |
| WAL    | País de Gales    | Welsh Volleyball Association                     |
| SMR    | San Marino       | Federazione Sammarinese Pallavolo*               |
|        |                  |                                                  |

## Quadro Geral
| Ordem | País        | Medalha de ouro | Medalha de prata | Medalha de bronze | Total |
| ----- | ----------- | --------------- | ---------------- | ----------------- | ----- |
| 1     | Chipre      | 7               | 2                | 0                 | 9     |
| 2     | Luxemburgo  | 2               | 3                | 3                 | 8     |
| 3     | Escócia     | 1               | 2                | 2                 | 5     |
| 4     | Islândia    | 0               | 1                | 3                 | 4     |
| 5     | Andorra     | 0               | 1                | 1                 | 2     |
| 6     | Ilhas Feroé | 0               | 1                | 1                 | 2     |